# Ich weiß, dass ich nichts weiß

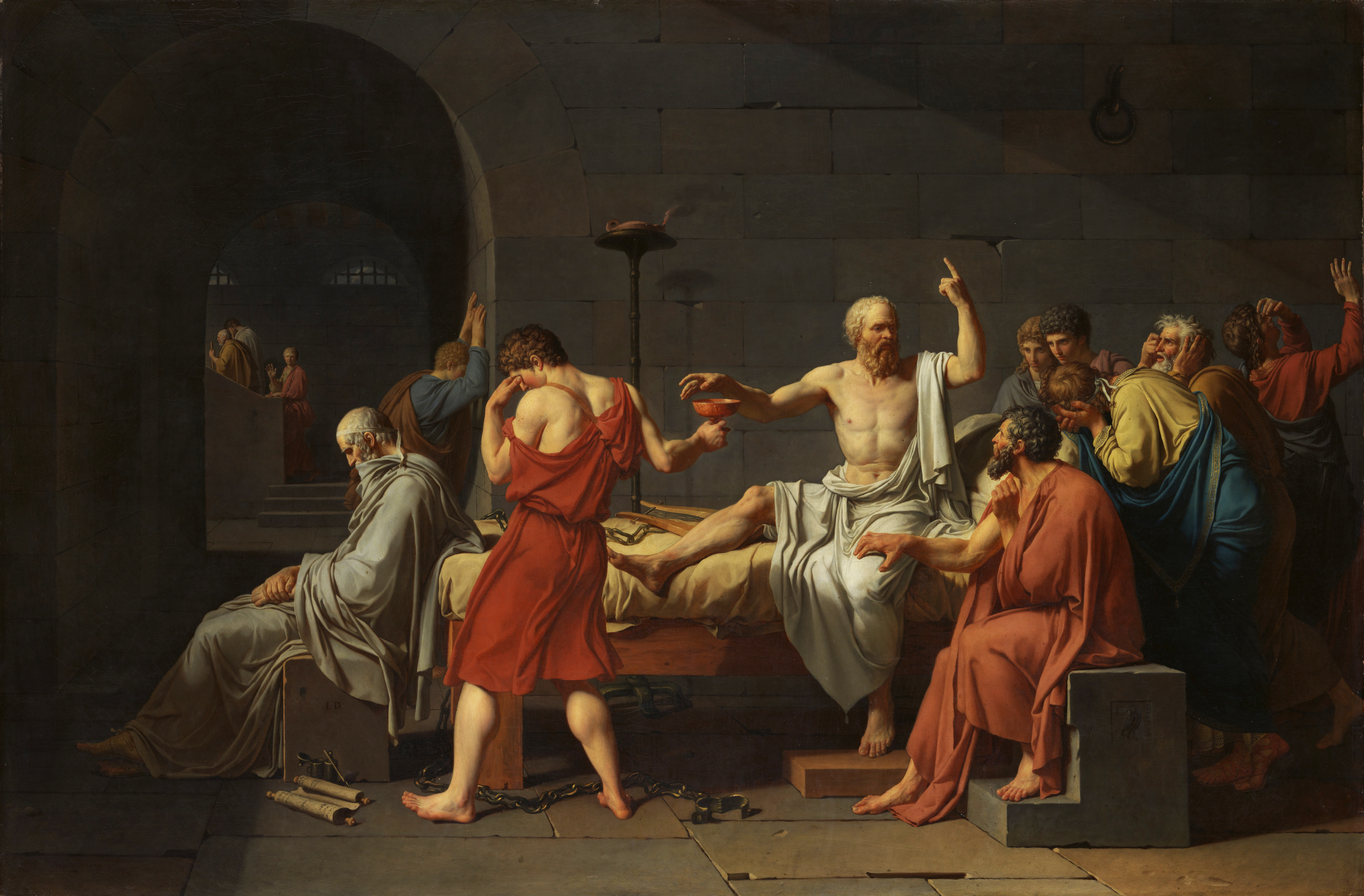
Jacques-Louis David: Der Tod des Sokrates

„Ich weiß, dass ich nichts weiß“ ist ein geflügeltes Wort antiken Ursprungs: „Denn von mir selbst wusste ich, dass ich gar nichts weiß ...“ (Platon: Apologie des Sokrates 22d). Es ist in der Fassung „ipse se nihil scire id unum sciat“ auch bei Cicero bezeugt, der in seinem 45 v. Chr. verfassten literarischen Dialog Academici libri den Gesprächspartner Marcus Terentius Varro feststellen lässt, es handle sich um eine bekannte Aussage des griechischen Philosophen Sokrates. Dies sei den Schriften der Sokratiker, der Schüler des Sokrates, zu entnehmen. Cicero bezieht sich dabei in erster Linie auf Platons Apologie, eine literarische Version der Verteidigungsrede, die Sokrates als Angeklagter im Jahr 399 v. Chr. vor dem athenischen Volksgericht hielt. Allerdings lässt ihn Platon in einer anderen Textstelle der Apologie wörtlich sagen: „[…] οὖτος μὲν οἴεταί τι εἰδέναι οὐκ εἰδώς, ἐγὼ δέ, ὥσπερ οὖν οὐκ οἶδα, οὐδὲ οἴμαι – allein dieser [ein für weise gehaltener Staatsmann] doch meint zu wissen, da er nicht weiß, ich aber, wie ich eben nicht weiß, so meine ich es auch nicht.“
In Platons Apologie thematisiert Sokrates an fünf Textstellen ausdrücklich sein Nichtwissen oder seinen Mangel an Weisheit. Er behauptet jedoch nicht, wie Ciceros ungenaue lateinische Wiedergabe seiner Auffassung annehmen lässt, dass die Kenntnis seiner eigenen Unwissenheit ein echtes, gesichertes Wissen sei und damit die einzige Ausnahme von der Unwissenheit darstelle. Vielmehr besagen Platons Textstellen nur, dass Sokrates sich des Umstands bewusst sei, dass ihm Weisheit oder ein wirkliches, über jeden Zweifel erhabenes Wissen fehle. Nur der delphische Gott Apollon sei wahrhaft weise, die menschliche Weisheit sei sehr wenig wert oder gar nichts (Platon, Apologie 23a). Zudem geht es Sokrates nicht um technisches Fachwissen, sondern um Bestimmungen im Bereich der Tugenden und um die Frage nach dem Guten. Was ist Besonnenheit? Was ist Tapferkeit? Was ist Frömmigkeit? Was ist Gerechtigkeit? Die wahre menschliche Weisheit ist es, sich des Nichtwissens im Wissenmüssen des Guten bewusst zu sein. Wie der historische Sokrates sein Nichtwissen und die prinzipielle Möglichkeit oder Unmöglichkeit menschlichen Wissensbesitzes beurteilt hat, ist in der altertumswissenschaftlichen Forschung umstritten.

## Apologie des Sokrates

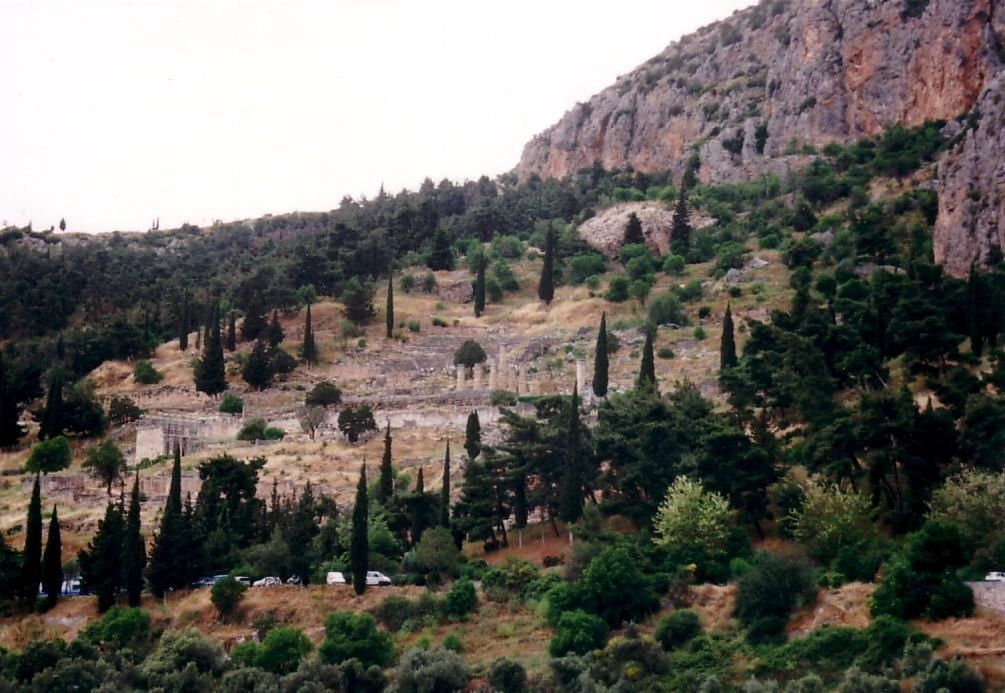
Der Apollon-Tempel in Delphi. Das wichtigste Orakel im antiken Griechenland war Apollon geweiht, dem Gott des Lichts.

Die Vorgeschichte stellt Sokrates nach Platons Version seiner Verteidigungsrede so dar: Sein Freund Chairephon habe die Kühnheit besessen, das Orakel von Delphi zu fragen, ob jemand weiser sei als Sokrates. Darauf habe die Pythia, die weissagende Priesterin, geantwortet, dies sei nicht der Fall. Dieser Ausspruch sei ihm, Sokrates, mitgeteilt worden. Dadurch sei er in Verwirrung geraten, da er sich über seine Unwissenheit im Klaren gewesen sei. Um die Behauptung der Pythia zu überprüfen, habe er als weise oder kundig geltende Männer – Politiker und Dichter, aber auch Handwerker – befragt, denn er habe herausfinden wollen, was es mit deren Wissen auf sich habe. Dabei habe sich herausgestellt, dass er trotz seines sehr bescheidenen Erkenntnisstands die vermeintlich Weisen übertreffe, denn er habe ihre Irrtümer aufdecken können:

„Beim Weggehen aber sagte ich zu mir: ‚Verglichen mit diesem Menschen bin ich doch weiser. Wahrscheinlich weiß ja keiner von uns beiden etwas Rechtes; aber dieser glaubt, etwas zu wissen, obwohl er es nicht weiß; ich dagegen weiß zwar auch nichts, glaube aber auch nicht, etwas zu wissen. Um diesen kleinen Unterschied bin ich also offenbar weiser, dass ich eben das, was ich nicht weiß, auch nicht zu wissen glaube.‘ Von da ging ich zu einem anderen, den man für noch weiser hält als jenen. Dort bekam ich genau denselben Eindruck und machte mich auch bei diesem und dann noch bei vielen anderen unbeliebt. Daraufhin fuhr ich nun der Reihe nach fort und merkte dabei mit Betrübnis und Erschrecken, dass ich mir immer mehr Feinde machte. Dennoch schien es mir nötig, dem Götterspruch größtes Gewicht beizulegen. Darum musste ich zu all denen gehen, die etwas zu wissen schienen, um zu sehen, was das Orakel meine.“

«συνῄδη οὐδὲν ἐπισταμένῳ ὡς ἔπος εἰπεῖν, τούτους δέ γ᾽ ᾔδη ὅτι εὑρήσοιμι πολλὰ καὶ καλὰ ἐπισταμένους.»

„Denn von mir selbst wußte ich, daß ich gar nichts weiß, um es gerade herauszusagen, von diesen aber wußte ich doch, daß ich sie vielerlei Schönes wissend finden würde.“

Mit seiner Aussage hinterfragt Sokrates das, was man zu wissen meint. Denn dieses vermeintliche Wissen ist nur ein beweisloses Für-selbstverständlich-Halten, das sich bei näherer Untersuchung als unhaltbares Scheinwissen entpuppt. Ein sicheres Wissen findet man bei den Menschen grundsätzlich nicht, deshalb kann man von seinen Ansichten nur vorläufig überzeugt sein. Die Aussage birgt vordergründig das Paradoxon, dass auch das Wissen über das „Nichtwissen“ ein Wissen ist, von dem man nicht sicher wissen kann. Es wird in den platonischen Dialogen von dem Protagonisten Sokrates selbst nicht aufgelöst. Vielmehr enden Platons frühe aporetische Dialoge häufig in Ratlosigkeit.

## Scheinwissen, Nichtwissen und Weisheit

### Negation als aufklärerische Haltung
Sokrates führt mit seinem Wissen um das Nichtwissen die Gedankengänge des Xenophanes weiter, der nur vom Scheinwissen ausgeht: „δόκος δ’ ἐπὶ πᾶσι τέτυκται – Und ein Scheinwissen ist auf allem bereitet.“ Trügerischer Schein in der Außenwelt und falsches Meinen der Menschen entsprechen sich. Das Meinen nimmt den Schein auf.

„Und das Genaue freilich erblickte kein Mensch und es wird auch nie jemand sein, der es weiß (erblickt hat) in Bezug auf die Götter und alle Dinge, die ich nur immer erwähne; denn selbst wenn es einem im höchsten Maße gelänge, ein Vollendetes auszusprechen, so hat er selbst trotzdem kein Wissen davon; Schein (meinen) haftet an allem.“

Sokrates beschäftigt sich mit diesem Thema auch in Platons Dialog Menon, in dem er zu ihm sagt: „[…] du freilich wusstest vielleicht früher, bevor du mit mir in Kontakt getreten bist, jetzt freilich bist du ähnlich einem Nicht-Wissenden.“ Auch hier spielt Sokrates auf das Ändern der Meinung Menons an, der von seiner Meinung überzeugt war und dessen „Wissen“ durch Sokrates zuvor widerlegt wurde. Ähnlich erging es Protagoras, der nach Einwänden von Sokrates die gegenteilige Meinung zum zuvor Gesagten einnahm. Weisheit beginnt also auch für Sokrates mit der Entlarvung des Scheinwissens. Das Mittel dazu war sein stetiges, bohrendes Bemühen, den Dingen auf den Grund zu gehen und sich nicht mit dem Vordergründigen zufriedenzugeben. Er wollte den „besten Logos“ zur Sprache bringen, das von Zeit und Örtlichkeit unabhängige, sich gleichbleibende Wesen der Sache. Sokratische Philosophie bedeutet eine innere Bewegtheit, eine Haltung, die Denken und Dasein bestimmt, was sich in der Übersetzung des Wortes Philosophie als „Liebe zur Weisheit“ ausdrückt: Die Liebe sei das einzige, wovon er etwas verstehe.
Das Wissen des Sokrates um sein Nichtwissen wird von ihm negativ ausgedrückt. Es ist nicht eindeutig, weil zuerst von Wissen im Sinne von Gewissheit oder Bewusstsein überhaupt gesprochen wird, dann im intentionalen Sinn als Bewusstsein von etwas, hier des denkenden Ich. Wie im Skeptizismus unterscheidet Sokrates zwischen Wahrheit und Gewissheit, die Wahrheit wird zuletzt der Gewissheit untergeordnet. Aber die sokratische Skepsis berührt nicht das Alltagsbewusstsein, sie ist nicht umfassend. Sie bezieht sich auf das Wissen um das Wesen, insbesondere das moralische Wissen von der Seele. Ihn interessieren nicht naturwissenschaftliche oder mathematische Erkenntnisse, sondern das Wissen um Gut und Böse. Neben der Problematik, eine allgemein gültige Definition zu erlangen, stellt sich die Frage, welche Gewissheit über das Wesen der Tugend möglich ist. Die moralische Wahrheit ist subjektiv, und in der Subjektivität liegt für Sokrates der einzig mögliche Zugang zum Gutsein. Die Negation eines sicheren Wissens um die Werte durch Sokrates ist aber nicht destruktiv. Sie leitet zu einer bewussten Gestaltung der Zukunft an und befreit von unreflektiert übernommenen traditionellen Lebensformen. Gernot Böhme hat den „Typ Sokrates“, den Typus des auf solche Weise innerlich unabhängigen Menschen, als „ortlos“ beschrieben:

„Sokrates der Ortlose. Sokrates, der merkwürdige Mann, der Fremde, der Befremdliche, der Sonderling. Sokrates, der Auffällige, der Störenfried, der Asoziale. Sokrates, die unangepaßte, die paradoxe, die absurde Existenz. Atopos ist sein Epitheton – das heißt der Ortlose. […] Sokrates ist das Urbild des Philosophen. Wenn das wahr ist, dann ist Philosophie etwas höchst Befremdliches.“

Die besondere Weisheit des Sokrates besteht in der ständigen Bereitschaft, die erkenntnistheoretischen und logischen Grundlagen des menschlichen Wissens über die Tugenden und das Gute zu überprüfen. Dabei wird er sich immer wieder der Grenzen des menschlichen Wissens bewusst. Die Philosophie wird bei ihm zu einem Ereignis, in dem die Einheit von Person und Wissen zum Ausdruck kommt. Der entscheidende Wesenszug des sokratischen Philosophierens findet deshalb seinen adäquaten Ausdruck im Dialog.

### Der Weg des Dialogs

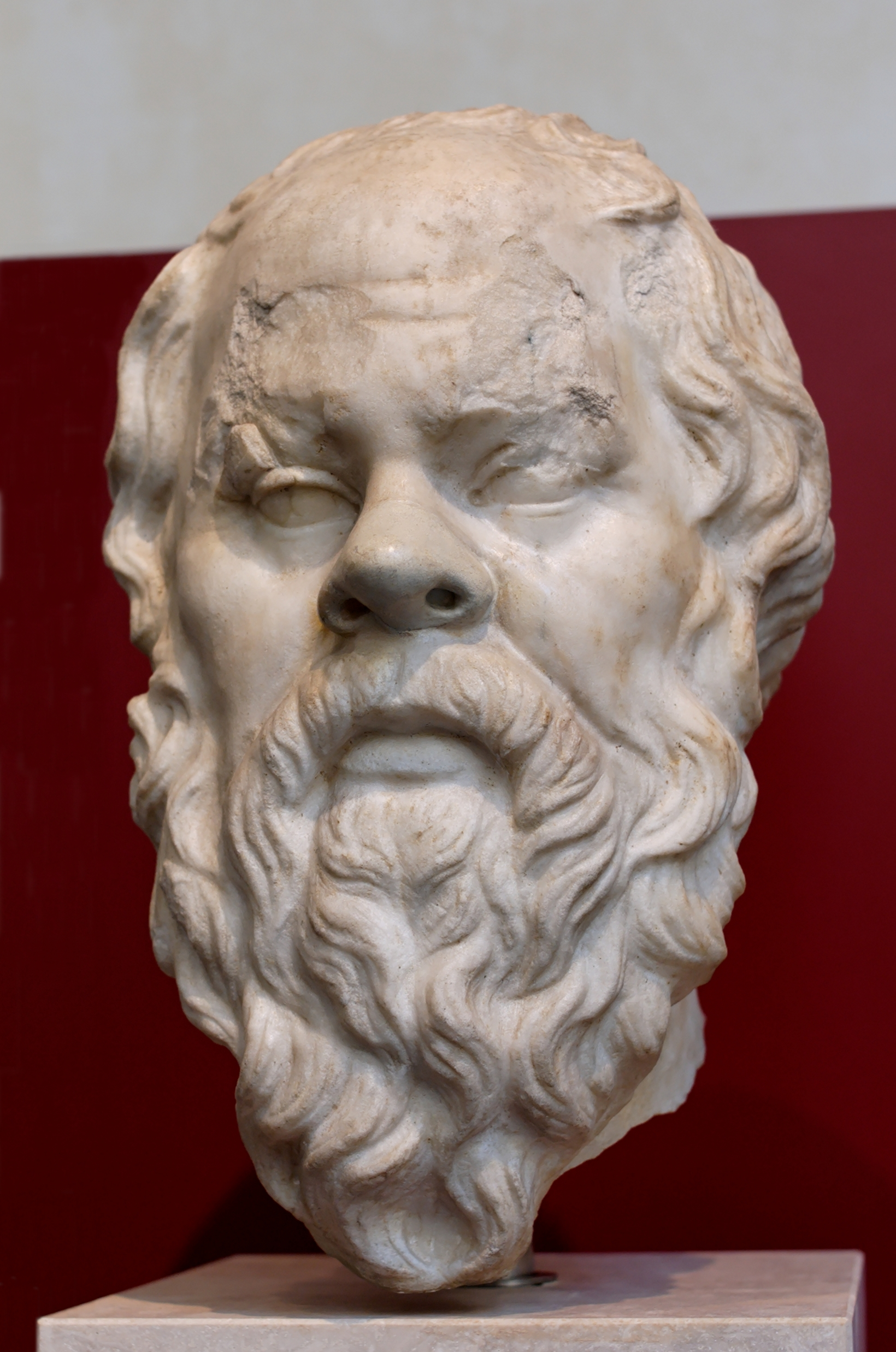
Sokrates im Palazzo Massimo alle Terme, Rom

Sokrates nennt in seiner Verteidigungsrede den Gott Apollon von Delphi als Garanten für die Wahrhaftigkeit seines Philosophierens. Apollon ist der Gott des Lichts und der ewigen Gegenwart. Er führt einen ständigen Kampf gegen alles Dunkle. Für ihn ist alles gegenwärtig und unverborgen. Er erhellt das Dunkle, das was nicht offenbar ist und im Verborgenen liegt. Er ist daher gleichzeitig der Gott der Wahrheit. Von diesem Gott wurde Sokrates zur Weisheit berufen und nicht als Weiser bezeichnet – so deutete er das Orakel. Er befragte deshalb andere, die als weise galten, um von ihnen zu lernen. So kam es zu den Streitgesprächen mit den Sophisten, den Weisen seiner Zeit, den in öffentlichen Ämtern stehenden Athenern, Bekannten und Freunden. Im Gegensatz zu den Sophisten ließ er sich nicht für seine Lehrtätigkeit bezahlen. Für ihn war es wichtig, ein sicheres Fundament für menschliche Erkenntnisse zu finden. Er glaubte, dieses Fundament liege in der Vernunft. Er war der Ansicht, dass der, der wisse, was gut ist, auch das Gute tun werde. Er glaubte, die richtige Erkenntnis führe zum richtigen Handeln. Und nur wer das Richtige tue, werde zum richtigen Menschen. Wenn ein Mensch falsch handelt, so tut er das aus Sokrates’ Sicht nur, weil er es nicht besser weiß. Deshalb sei es so wichtig, die Weisheit zu vermehren. Dazu diente das von Sokrates eingeführte induktive Verfahren, in einem ergebnisoffenen Prozess in Form von Frage und Antwort zu lehren:

„Im Sokratischen Reden und Denken liegt erzwungener Verzicht, ein Verzicht, ohne den es keine Sokratische Philosophie gäbe. Diese entsteht nur, weil Sokrates im Bereich des Wissens nicht weiterkommt und die Flucht in den Dialog antritt. Sokratische Philosophie ist in ihrem Wesen dialogisch geworden, weil das forschende Entdecken unmöglich schien.“

Diese Gesprächsform war für ihn die Urform des philosophischen Denkens und der einzige Weg zur Verständigung mit anderen. Mahnung (protreptikos) und Prüfung (elenchos) bewegten sich bei ihm in der Frageform. Ein Beispiel dafür bietet seine Verteidigungsrede:

„Ich bin euch, ihr Athener, zwar zugetan und Freund, gehorchen aber werde ich lieber dem Gott als euch, und solange ich noch atme und die Kraft dazu habe, werde ich nicht aufhören, nach Weisheit zu suchen und jeden von euch, den ich antreffe, zu ermahnen und auf meine gewohnte Art zurechtzuweisen, etwa: ‚Mein Bester, du bist doch ein Athener, ein Bürger der größten und an Bildung und Macht berühmtesten Stadt. Schämst du dich nicht, dass du dich zwar darum bemühst, wie du zu möglichst viel Geld, zu Ruhm und Ehre kommst, aber dich nicht um die Einsicht und die Wahrheit sorgst und kümmerst und darum, dass deine Seele möglichst gut werde?‘ Und wenn einer von euch widerspricht und behauptet, er bemühe sich darum, dann werde ich ihn nicht gleich loslassen und fortgehen, sondern ihn fragen und prüfen und ausforschen. Und wenn ich dann den Eindruck bekomme, dass er keine Tugend besitzt und das dennoch behauptet, so werde ich ihn tadeln, dass er das Wertvollste am geringsten, das Minderwertige aber höher schätze. So will ich es mit jedem halten, dem ich begegne, mit Jungen und Alten, Fremden und Bürgern, vor allem mit euch Bürgern, die ihr mir von Natur aus näher steht; denn das, wisst es nur, befiehlt der Gott. Und ich glaube, dass euch noch nie eine größere Wohltat im Staat erwiesen wurde als dieser Dienst, den ich dem Gott leiste. Denn nichts anderes tue ich, als dass ich umhergehe, um Jung und Alt unter euch zu überreden, nicht mehr so sehr für den Leib zu sorgen und für das Geld, sondern euch mehr um die Seele zu kümmern und darum, dass sie möglichst gut werde.“

Um Klarheit herzustellen, bediente sich Sokrates einer eigenen Methode, die als Mäeutik – eine Art „geistige Geburtshilfe“ – bezeichnet wird: Durch Fragen – und nicht durch Belehren des Gesprächspartners, wie es die Sophisten gegenüber ihren Schülern praktizierten – sollte die eigene Einsichtsfähigkeit schließlich das Wissen um das Gute (agathón) und Edle (kalón) selbst „gebären“ bzw. hervorbringen. Dieses Ziel war jedoch nicht ohne Einsicht in die Fragwürdigkeit des eigenen Wissens erreichbar.

„Sokrates, der Lehrer, tritt regelmäßig als Schüler auf. Nicht er will andere belehren, sondern von ihnen belehrt werden. Er ist der Unwissende, seine Philosophie tritt auf in der Gestalt des Nichtwissens. Umgekehrt bringt er seine Gesprächspartner in die Position des Wissenden. Das schmeichelt den meisten und provoziert sie, ihr vermeintliches Wissen auszubreiten. Erst im konsequenten Nachfragen stellt sich heraus, dass sie selbst die Unwissenden sind.“

Sokrates’ Ironie war nicht darauf angelegt, den anderen lächerlich zu machen, sondern sollte ihm seine Unzulänglichkeit als etwas zu erkennen geben, worüber derjenige selbst lachen konnte, anstatt zerknirscht zu sein. Wie schwer, ja oft unmöglich das vielen seiner Gesprächspartner wurde, zeigen die platonischen Dialoge. Als wenig hilfreich empfanden die Angesprochenen es im Zweifel auch, in der Öffentlichkeit der Agora auf diese Weise demontiert zu werden, zumal auch Sokrates’ Schüler sich in dieser Form des Dialogs übten. Das Ziel war nicht Bücherwissen, sondern Weisheit. Sokrates verkündete die Selbstbefreiung, Selbstherrschaft und Selbstgenügsamkeit der sittlichen Persönlichkeit. Zu den von Sokrates erzielten Ergebnissen gehörte, dass richtiges Handeln aus der richtigen Einsicht folgt und dass Gerechtigkeit Grundbedingung des Seelenheils ist.

„In der Frage nach dem Guten liegt eigentlich der Dienst für den delphischen Gott. Die Idee des Guten ist letztlich der philosophische Sinn des delphischen Orakels.“

Die Untersuchungen des Sokrates kreisten deshalb meist um Fragen der Ethik: Was ist Frömmigkeit? Was ist Selbstbeherrschung (Enkratie)? Was ist Besonnenheit? Was ist Tapferkeit? Was ist Gerechtigkeit? Diese Tugenden (Aretai) verstand Sokrates als Vortrefflichkeiten der Seele, so wie Kraft, Gesundheit und Schönheit Tugenden des Körpers sind. Körperliche und seelische Tugend ist eine Symmetrie der Teile, auf deren Zusammenwirken Körper und Seele beruhen. Die wahre Tugend ist unteilbar und eins, man kann nicht einen Teil von ihr haben und den anderen nicht. Im Guten erkannte Sokrates das wahrhaft Nützliche, Heilsame und Glückbringende, weil es die Natur des Menschen zur Erfüllung seines Wesens führt. Das Ethische ist der Ausdruck der richtig verstandenen menschlichen Natur. Frei ist der Mensch nur, wenn er nicht der Sklave seiner eigenen Begierden ist. So lässt Xenophon seinen Protagonisten Sokrates sagen:

„Du, Antifon, scheinst die Glückseligkeit in Üppigkeit und großen Aufwand zu setzen; ich hingegen bin überzeugt, daß nichts bedürfen etwas göttliches und also das Beste ist, und die wenigsten Bedürfnisse haben, das was dem Göttlichen am Besten am nächsten kommt.“

Der Mensch erreicht den Einklang mit dem Weltganzen nicht durch die Befriedigung seiner sinnlichen Bedürfnisse, sondern „nur durch die vollendete Herrschaft über sich selbst nach dem Gesetz, das er in seiner eigenen Seele durch Forschen findet.“ Das wahre Ziel des Lebens ist die Schau des Guten. Den dafür notwendigen Aufstieg zur Wahrheit des Absoluten beschreibt Platon mit dem Sonnengleichnis, dem Liniengleichnis und dem Höhlengleichnis. Das sokratische Wissen um das Nichtwissen initiiert damit einen dialektischen Weg, der zum wissenden Nichtwissen der absoluten Transzendenz führt.

## Johann Georg Hamann

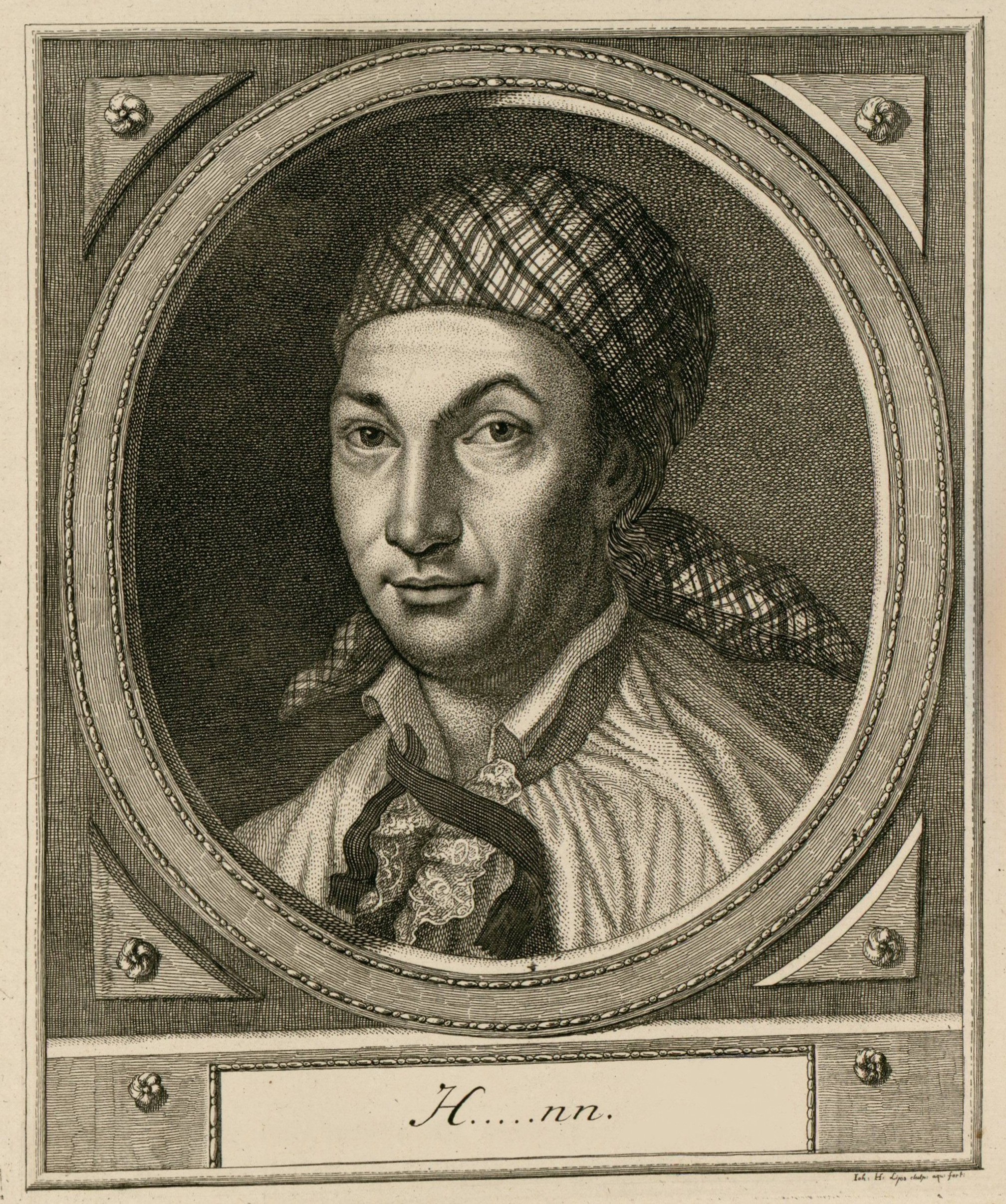
Johann Georg Hamann

Johann Georg Hamann verfasste 1759 die Sokratischen Denkwürdigkeiten. Er verwendet zahlreiche Metaphern und eine teilweise dunkle Sprache. Er verknüpft das Motto des Orakels von Delphi „Erkenne dich selbst!“ mit der Maxime des Sokrates „Ich weiß, dass ich nichts weiß!“. Die Inschrift über dem Apollo-Tempel in Delphi fordere dazu auf, sich selbst zu erkennen. Man kenne das Wort auswendig, ohne es aber verstanden zu haben. Man trage es also nur vor der Stirn und nicht im Herzen. Apollo müsse über die Frage, wer der weiseste aller Menschen sei, gelacht haben. Nur Sokrates habe erkannt, dass er wirklich nichts wisse. Nach Hamann versteht man die Unwissenheit erst dann, wenn man sie wie Sokrates an sich selbst erfahren hat. Das Nichtwissen könne nicht wie ein Lehrsatz behandelt werden. Hamann wendet sich gegen die Aufklärung, die von der unveränderlichen Vernunft überzeugt war. Vernunft darf ihre Abhängigkeit und Endlichkeit nicht verleugnen. Vernunft ist durch Erziehung, Erfahrung und die Sinne vermittelt und damit letztlich geschichtlich. Deshalb wird sie auch von Neigungen und Abneigungen beeinflusst.

„Die Gesundheit der Vernunft ist der wohlfeilste, eigenmächtigste und unverschämteste Selbstruhm, durch den alles zum voraus gesetzt wird, was eben zu beweisen war, und wodurch alle freye Untersuchung der Wahrheit gewaltthätiger als durch die Unfehlbarkeit der römisch-katholischen Kirche ausgeschlossen wird.“

Nach Hamann beruht jede Erkenntnis auf Überzeugungen, die selbst nicht mit der Vernunft begründet oder widerlegt werden können. Jeder, der über etwas nachdenkt und dabei etwas versteht, bringt dabei seine eigenen Voraussetzungen ein. Das prägt dann auch seine Erkenntnisse. Den aufgeklärten Weltweisen fehle die Gottesfurcht, die aller Weisheit Anfang sei. Der Glaube gehört für Hamann zu den „natürlichen Erkenntniskräften und zu den Grundtrieben unserer Seele“. Man könne Wahrheiten beweisen, ohne sie zu glauben. Die Unwissenheit sei als Empfindung zu erfahren und erst der Glaube mache sie zur lebendigen Wahrheit. Für Hamann geht es dabei um eine existenzielle Überzeugung, um persönliche Betroffenheit und nicht nur um objektive Einsicht. Die Kehrseite der Unwissenheit des Sokrates ist sein Daimonion. Sokrates kann sein Daimonion nicht beschreiben. Er ist begnadet, hat aber seine Schöpferkraft nicht unter Kontrolle. Er verführt seine Mitbürger zu einer verborgenen Wahrheit. Sokrates respektiert sein Daimonion als kritische Instanz und betrachtet es mit Gottesfurcht.

„Sokrates hatte also freylich gut unwissend seyn; er hatte einen Genius, auf dessen Wissenschaft er sich verlassen konnte, den er liebte und fürchtete als seinen Gott.“

Um durch Gott erkannt zu werden, muss nach Hamann die eigene existentielle Unwissenheit erfahren werden. Er beruft sich dabei auf den Brief des Paulus an die Korinther (1 Kor 8,1-3 ). Wenn jemand Gott liebe, so werde er von ihm erkannt. Es gelte, wieder wie ein Kind zu werden, das sich mit Wahrheit beschenken lasse. Wahre Selbsterkenntnis und Gotteserkenntnis seien nicht voneinander zu lösen.

„Hieraus sieht man, wie nothwendig unser Selbst in dem Schöpfer desselben gegründet ist, daß wir die Erkenntnis unserer Selbst nicht in uns.[erer] Macht haben, daß um den Umfang desselben auszumäßen, wir biß in den Schooß der Gottheit dring[en]  müssen, die allein d[as] ganze Geheimnis uns.[eres] Wesens bestimmen und auflösen kann. […] Gott und mein Nächster gehören also zu meiner Selbsterkenntnis, zu meiner Selbstliebe.“

## Kierkegaard und die sokratische Ironie

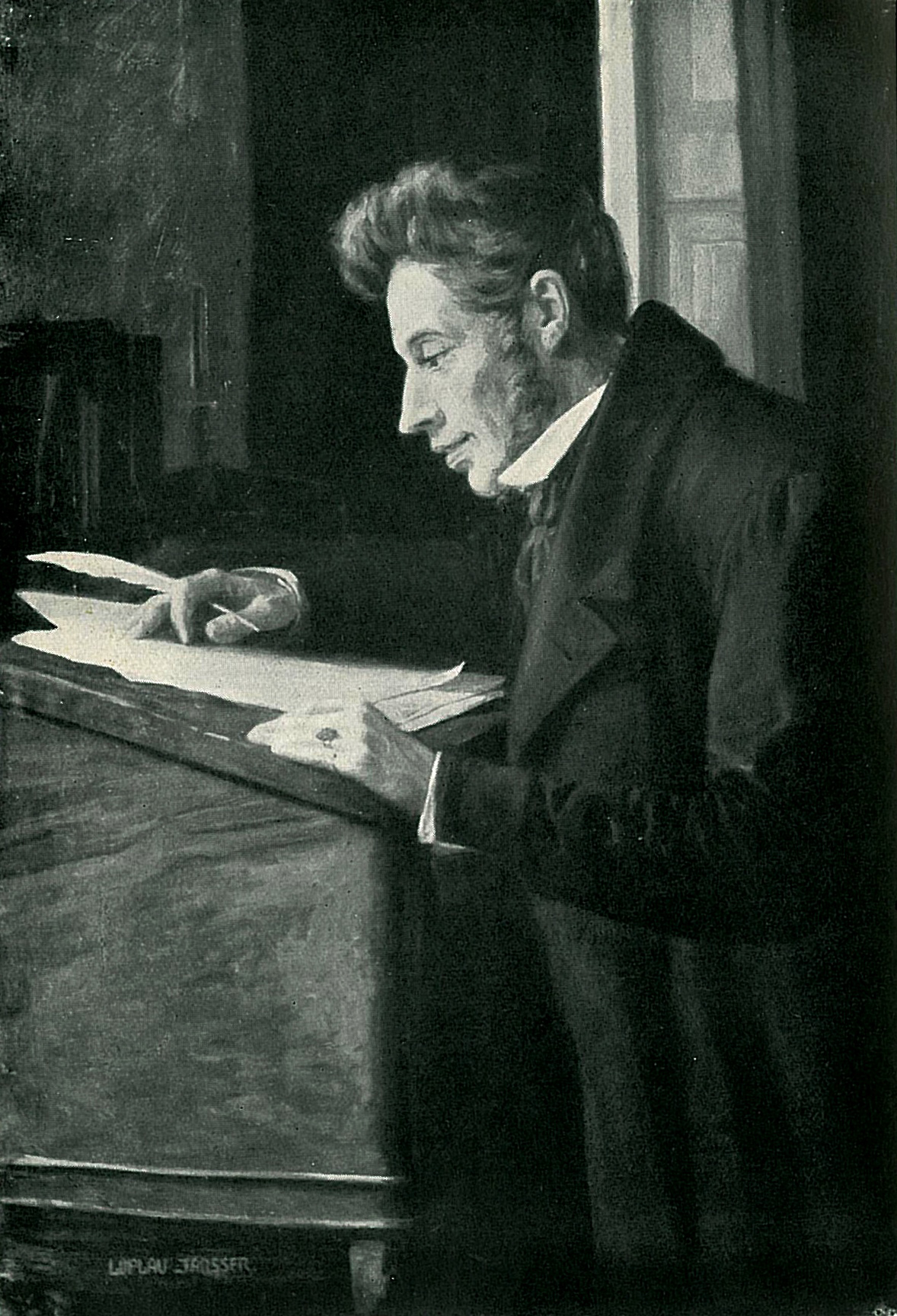
Søren Kierkegaard von L. Janssen

Søren Kierkegaard wurde 1841 mit der Dissertation Über den Begriff der Ironie mit ständiger Rücksicht auf Sokrates promoviert. Er deutete die sokratische Ironie als einen Standpunkt der Subjektivität, der nur bis zur Grenze der Idee gelangt sei. Sie sei die Negativität, die noch keine Positivität hervorgebracht habe. Sie besitze noch nicht das Kränkliche und Egoistische späterer Zeiten. In der sokratischen Ironie zeige sich die Subjektivität, die zum ersten Mal in der Weltgeschichte ihr Recht geltend mache. Sokrates habe die Subjektivität zum Universalen erhoben, damit sei er zum Stifter der Moral geworden. Die Ironie als unendliche absolute Negativität sei dem Standpunkt des Propheten entgegengesetzt. Ironie als Redeweise hebe sich entweder selbst auf oder sei eine Gestalt der Eitelkeit. Sie dürfe nicht mit der Ironie als Standpunkt verwechselt werden. Wer wie Georg Wilhelm Friedrich Hegel Ironie als bloße „Manier der Konversation“ deute, habe den Standpunkt des Sokrates missverstanden. Der Hinweis Hegels, dass Sokrates darum bemüht gewesen sei, abstrakte Vorstellungen konkret zu machen, sei so modern, dass er kaum noch an Sokrates erinnere. Bei Sokrates ist nach Kierkegaard Ironie nicht nur ein Mittel, sondern sie hat einen Bezug zur Existenz. Sie setzt das Wissen über das Nichtwissen um und ist die Ausdrucksform dieser Einsicht. Damit wird sie zu einem angemessenen Ausdruck der Existenz. Das sokratische Nichtwissen steht beispielhaft dafür, die Existenz zu denken. Das objektive Denken ist gegen das Subjekt und dessen Existenz gleichgültig. Der subjektive Denker als Existierender ist an seinem Denken interessiert, denn er existiert darin. Nur das Erkennen, das sich wesentlich zur Existenz verhält, ist wesentliches Erkennen. Das Erkennen, das nicht nach innen in der Reflexion der Innerlichkeit die Existenz betrifft, ist wesentlich betrachtet gleichgültig. Die Ironie wird zu einem Ausdruck der Existenz als kategoriales Nichtwissen und leitet zur Selbstreflexion an. Die menschliche Existenz wird als Existenzform wissender Unwissenheit gekennzeichnet.

„[…] leichter und leichter hebt er [Sokrates] sich in die Höhe, sieht alles unter sich hinschwinden von seiner ironischen Vogelperspektive her, und er selber schwebt darüber in ironischer Selbstbefriedigung, getragen von der schlechthinnigen inneren Folgerichtigkeit der unendlichen Negativität.“

Die Ironie kehrt die Bedeutungslosigkeit der Dinge für das Selbst hervor. Sokrates lässt den Spalt zwischen Wissen und Nichtwissen, Endlichkeit und Unendlichkeit offen. Gerade dies macht das Eigentümliche der Existenz aus. Das sokratische Daimonion verlegt den Widerspruch zwischen Endlichkeit und Unendlichkeit in das Innere und wird zu einem Stellvertreter des unendlichen Anspruchs an das endliche Selbst. Das Daimonion steht damit für den Bezug zum Transzendenten bzw. zu derjenigen Grenze, die das grundlegende Unwissen aufzeigt. Nach Kierkegaard bietet aber erst das Christentum mit der Kategorie des Sprungs einen Haltepunkt. Aus der Erkenntnis der eigenen Begrenztheit eröffne sich die Möglichkeit des Glaubens. Der Mensch könne den Sprung über die Grenzen des Wissens in den Glauben wagen. Die paradoxe Situation sei anzunehmen und im Sprung sei die eigene Identität aufzugeben, um die wahre Identität überhaupt erst zu gewinnen.

„Die Reflexion ist eine Schlinge, in der man gefangen wird, aber durch der Religiosität begeisterten Sprung wird das Verhältnis ein anderes, durch ihn wird sie die Schlinge, die einen in des Ewigen Arme wirft.“

## Die Interpretation Poppers

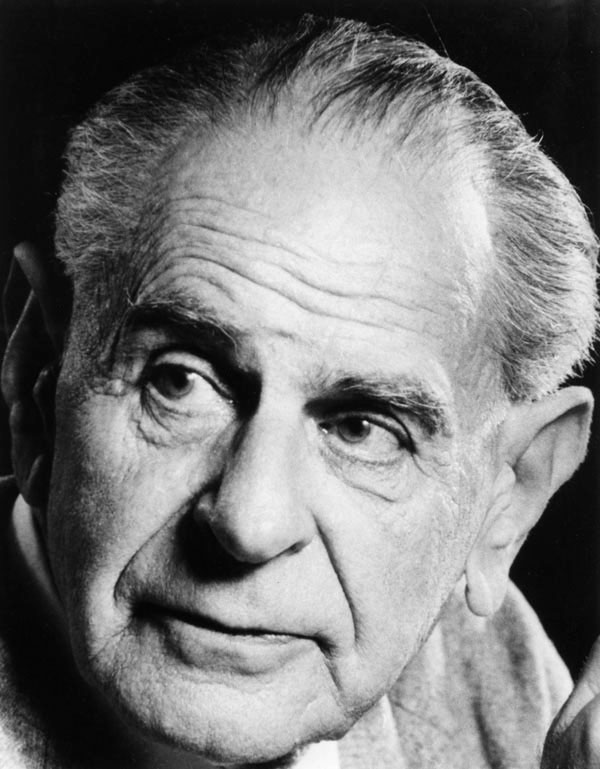
Karl Popper

Karl Popper bezog sich sein ganzes wissenschaftliches Leben lang auf Sokrates. Insbesondere Platons Apologie des Sokrates zählt zu den philosophischen Werken, die er am meisten bewunderte. Popper geht davon aus, dass die Apologie historisch echt sei. Sie sei ein getreuer Bericht von dem, was Sokrates vor dem Gerichtshof in Athen gesagt habe. Sokrates betone, dass er sich seiner intellektuellen Grenzen bewusst sei. Er sei selbstkritisch und ein Kritiker jedes Jargons. Popper geht deshalb davon aus, dass Sokrates wie er selbst ein Falsifikationist gewesen sei. Nach dem Falsifikationismus unterliegt jede Theorie der möglichen Fehlerhaftigkeit. Es sei unmöglich, auf dem Gebiet der empirischen Wissenschaften die Wahrheit einer Theorie zu beweisen. Die Fehlbarkeit allen Wissens sei anzuerkennen. Wenn man den Beruf des Philosophen ergreife, solle man so sein wie Sokrates. Platon als der genialste Schüler des Sokrates habe seinen Lehrer verraten. Während Sokrates die Weisheit des Staatsmanns gerade darin erkannt habe, dass er in seinen Ansprüchen äußerst bescheiden sei, habe Platon diese Auffassung auf den Kopf gestellt: Dass der Staatsmann weise sein müsse, bedeute für Platon einen Herrschaftsanspruch. Damit werde Platon zu einem geistigen Wegbereiter des politischen Totalitarismus. Folge man Sokrates, so müsse man Politik nach dem Prinzip von Versuch und Irrtum betreiben. Es handele sich dann um eine Stückwerk-Technik:

„Wie Sokrates weiß der Stückwerk-Ingenieur, wie wenig er weiß. Er weiß, dass wir nur aus unseren Fehlern lernen können. Daher wird er nur Schritt für Schritt vorgehen und die erwarteten Resultate stets sorgfältig mit den erreichten vergleichen […]“

Die Weisheit des Sokrates ist nach Popper demnach kein positives Wissen, sondern ein Zustand der Bewusstheit. Ob der von Popper gezeichnete Gegensatz zwischen den beiden Philosophen tatsächlich in dieser Schärfe besteht, ist allerdings zweifelhaft. Zum einen begegnet uns Sokrates in den Werken Platons gerade als dessen Protagonist und Lehrer. Schon Sokrates hatte an die Sonne gebetet und damit dem höchsten Guten in der intelligiblen Welt die Würde eines göttlichen Prinzips beigemessen, das Platon dann im Sonnengleichnis näher beschrieb. Zum anderen ist der Ausgangspunkt des Sokrates nicht unbedingt ein absolutes Nichtwissen, sondern die konsequente Anwendung einer dialektischen Beweisführung mit dem Ziel, zum Wesen der Sache durchzudringen. Die von Sokrates angestrebte Wahrheit ist allein auf dem Weg des vernünftigen Denkens erreichbar und vom einzelnen Individuum unabhängig. Platon hat diesen Gedanken dann weiterentwickelt: Die Weisheit liegt gerade darin, dass der Philosoph in den Ideen das wahre Wissen über das Wesen der Dinge erlangt. Von der Idee des Guten her vermag er den Wissenschaften eine Begründung zu geben.